# Trejgi
Trejgi (biał. Трайгі, Trajhi; ros. Трайги, Trajgi; pol. hist. Paszkany) – wieś na Białorusi, w obwodzie grodzieńskim, w rejonie ostrowieckim, w sielsowiecie Gudogaje.

## Historia
W czasach zaborów wieś Paszkany i zaścianek Trejgi w gminie Polany, w powiecie oszmiańskim, w guberni wileńskiej Imperium Rosyjskiego. W 1866 roku wieś liczyła 65 mieszkańców w 6 domach. W 1905 roku wieś liczyła 70 mieszkańców, 45 dziesięcin a zaścianek liczył 11 mieszkańców i 3 dziesięciny.
Po I wojnie światowej pod administracją polską, w Zarządzie Cywilnym Ziem Wschodnich. W latach 1920–1922 w składzie Litwy Środkowej.
Od 11 kwietnia 1922 leżały w Polsce, w województwie wileńskim, w powiecie oszmiańskim, w gminie Polany. W 1938 była to wieś i zaścianek.
W 1931:
- wieś w 18 domach zamieszkiwało 99 osób[6].
- zaścianek w 2 domach zamieszkiwało 8 osób[6].

Wierni należeli do parafii rzymskokatolickiej w Gudogajach. Miejscowość podlegała pod Sąd Grodzki w Oszmianie i Okręgowy w Wilnie; właściwy urząd pocztowy mieścił się w Oszmianie.
Po II wojnie światowej w granicach Związku Sowieckiego. Od 1991 w niepodległej Białorusi.